# Фонтан «Пісні і танці на честь Вакха»

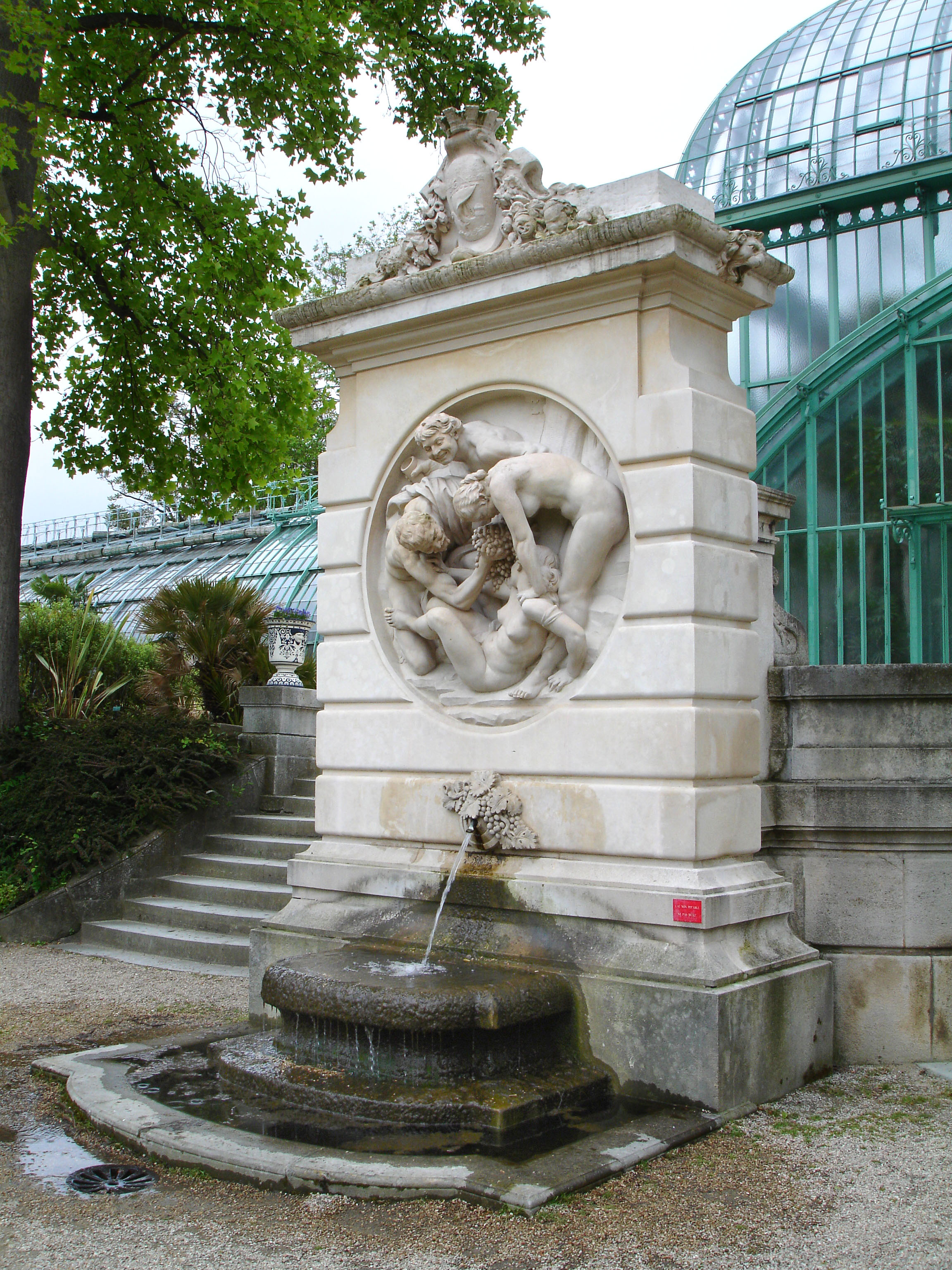
Фонтан «Пісні і танці на честь Вакха»

Фонтан «Пісні і танці на честь Вакха» — один з найкращих творів у творчому доробку французького скульптора Еме-Жуля Далу (1838 — 1902).
Найкращі риси французької скульптури та довгий шлях пошуків архітектури Франції відбились у невеличкому фонтані, створеному скульптором Далу. Невелика споруда розроблена як частина фасаду палацу, схожого на взірці 17 століття — підмурок, горизонтальний руст, карниз з виносом, аттік із скульптурними оздобами. Середину споруди займає велике тондо на тему вакханалії — веселого свята з піснями і танцями на честь бога вина і винограду Вакха. Колоподібна скульптура і надала назву фонтану.
Лише в нижній частині споруди є отвір, через який подають воду у невеликий басейн. Фонтан розташований в Отейському оранжерейному саду, що входить до Ботанічного саду в Парижі.

## Галерея

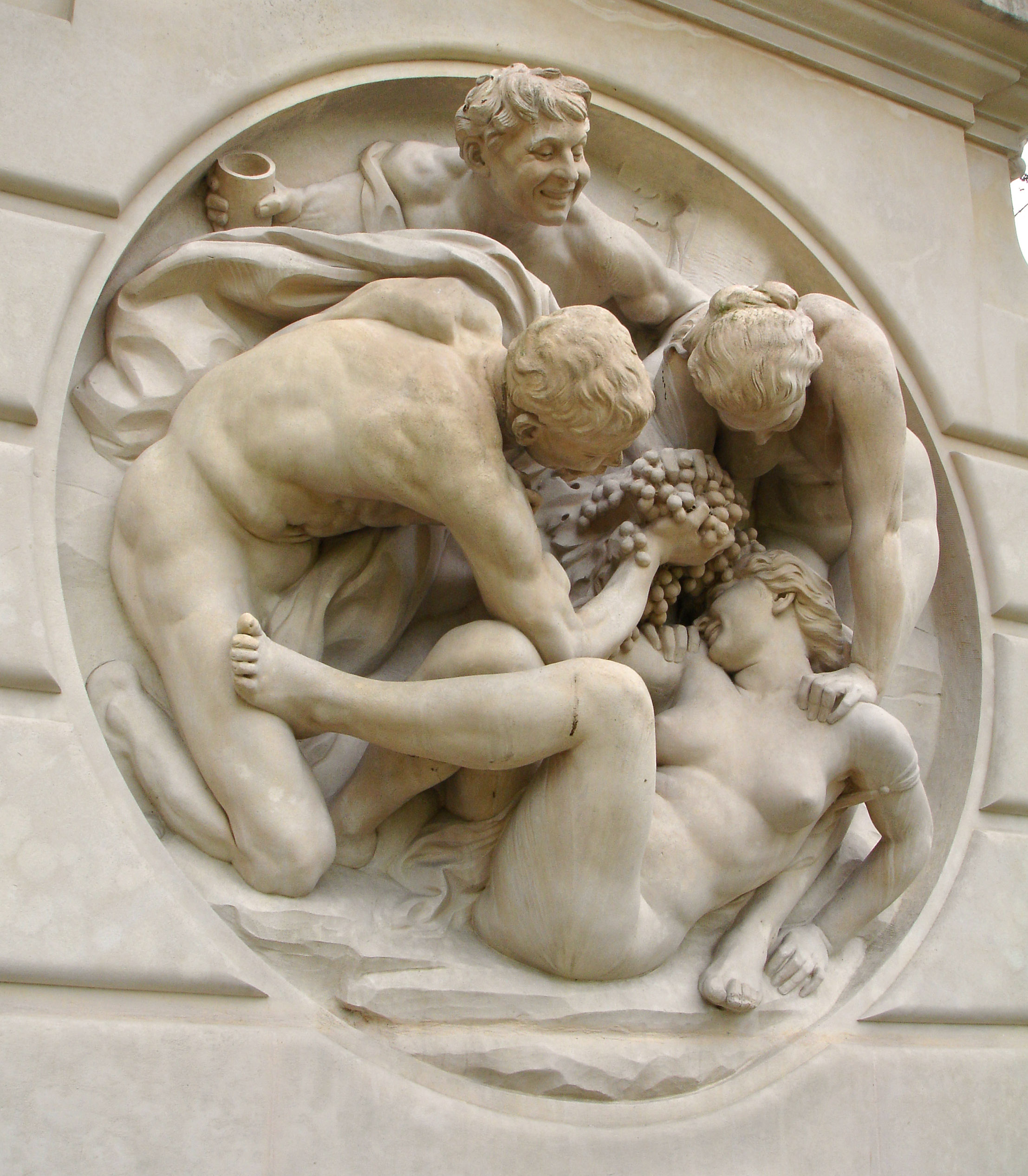
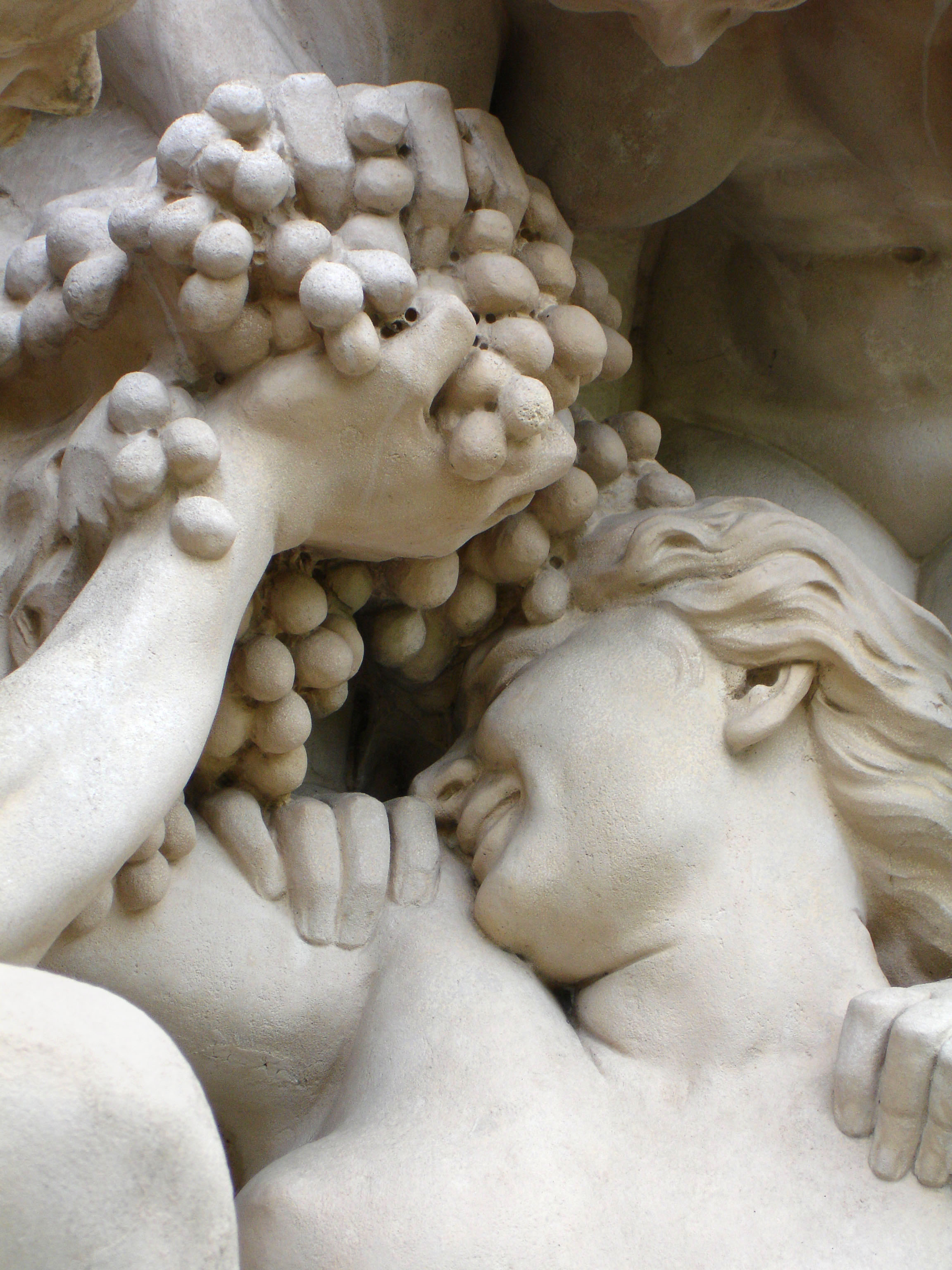
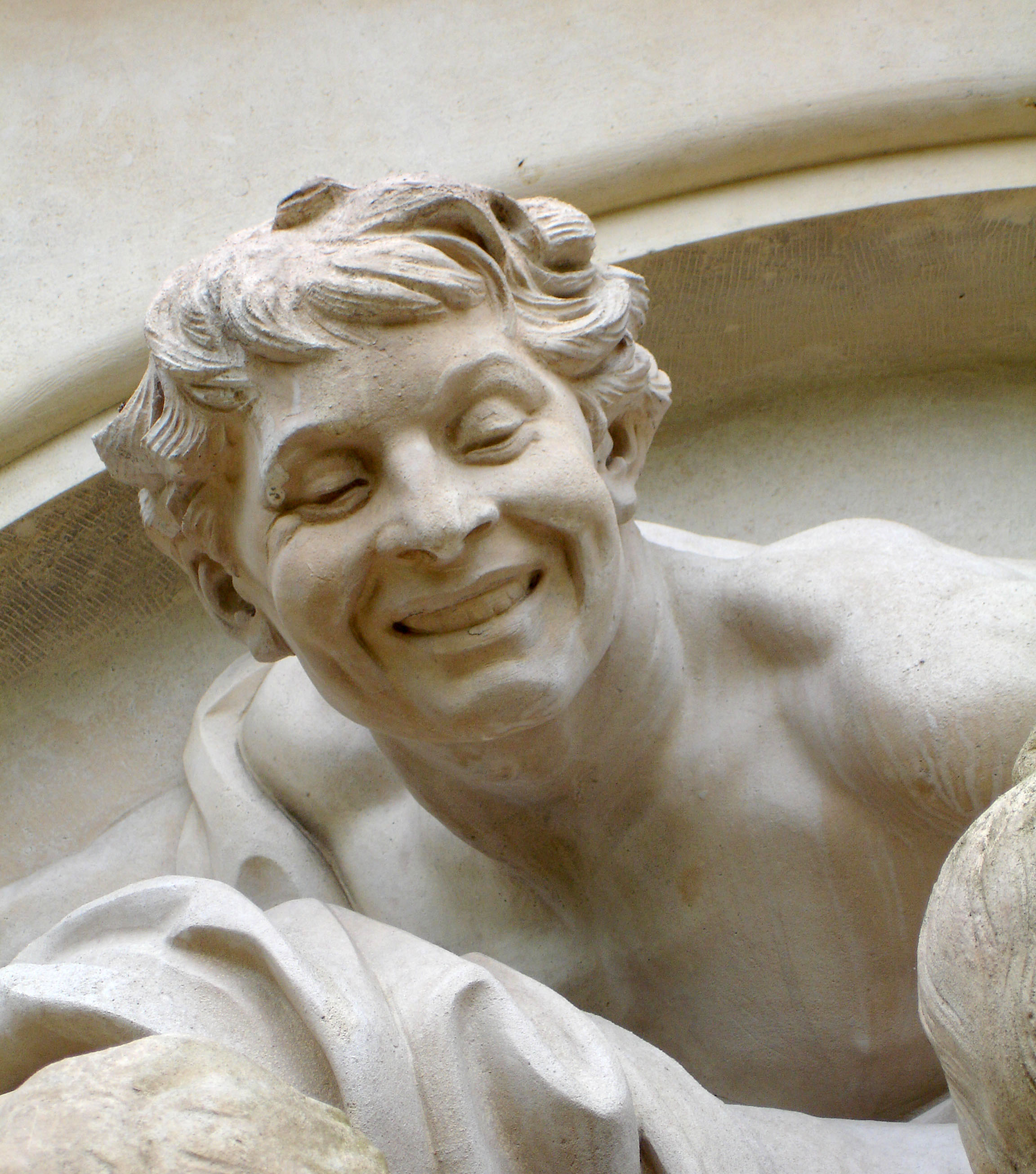
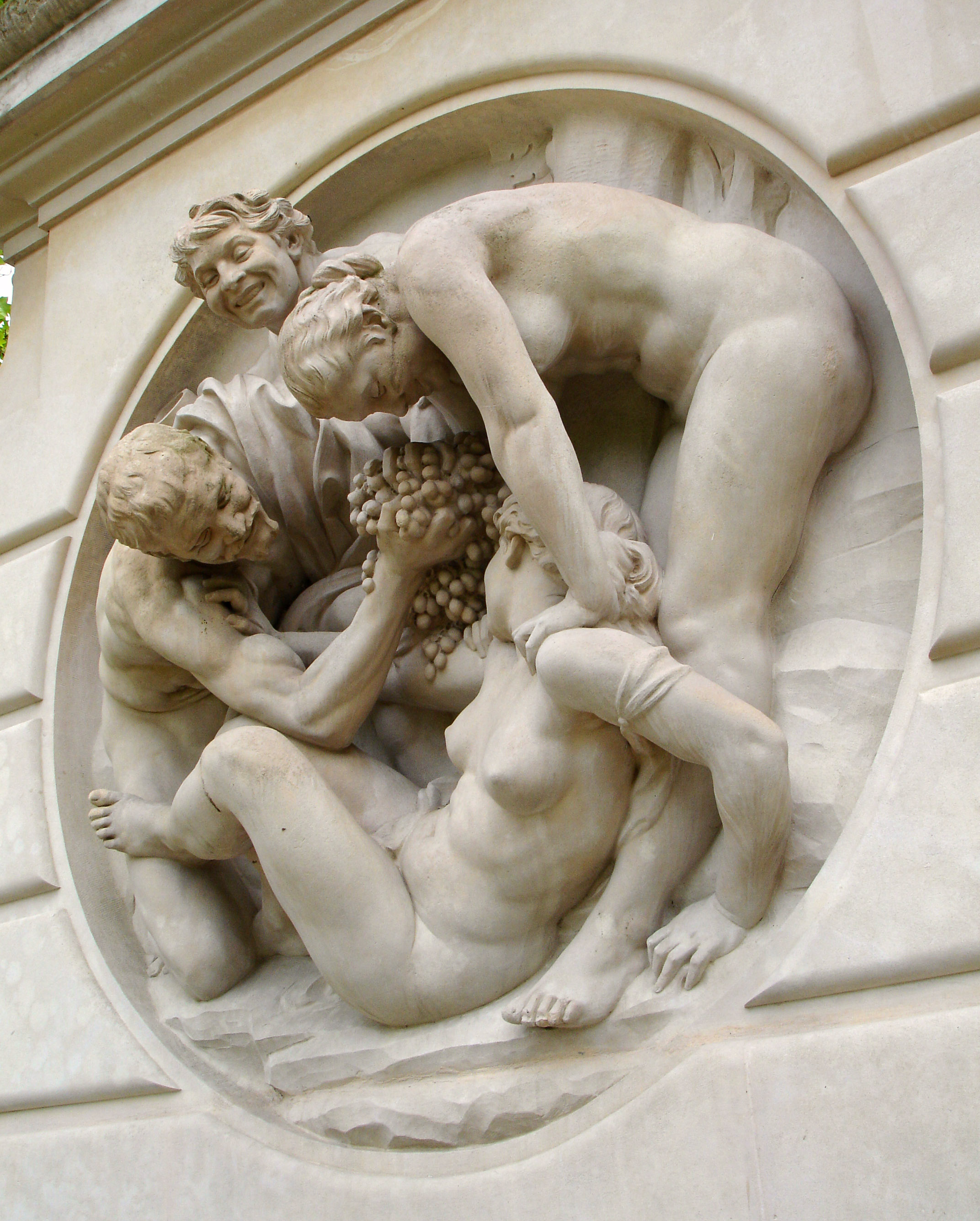